# コリアー・トロフィー

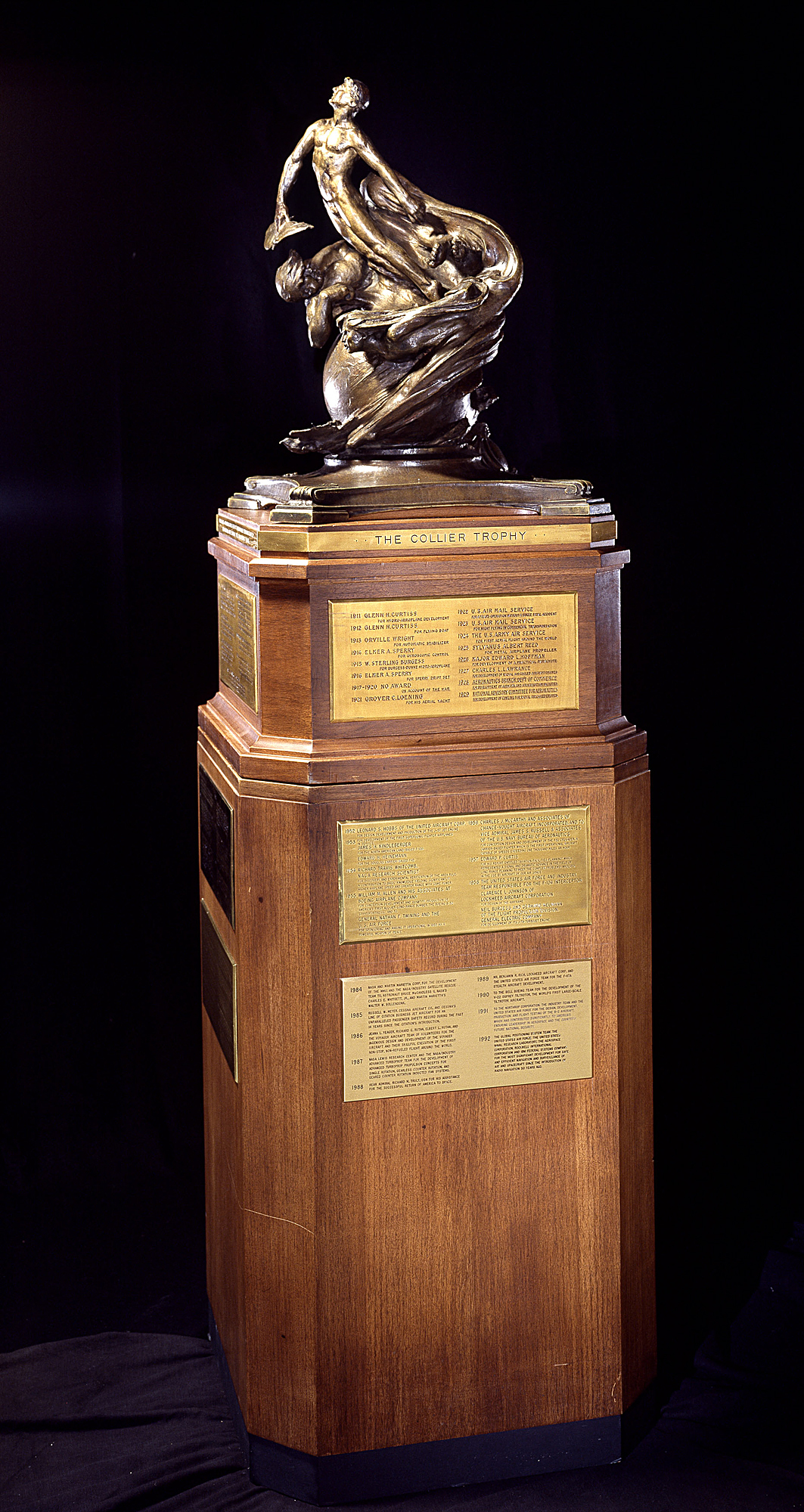
コリアー・トロフィー

コリアー・トロフィー（Collier Trophy）は、アメリカ合衆国の航空宇宙技術の賞。全米航空協会により1911年に設立され、毎年、同分野で最も優れた業績を挙げた個人や団体に対して授与される。

## 受賞者
- 1911〜1912年 - グレン・カーチス
- 1913年 - オーヴィル・ライト
- 1914年 - Elmer Ambrose Sperry、Lawrence Sperry
- 1915年 - Starling Burgess
- 1916年 - Elmer Sperry
- 1917〜1920年 - 受賞者なし
- 1921年 - Grover Loening
- 1922年 - United States airmail service
- 1923年 - United States airmail service
- 1924年 - United States Army Air Service
- 1925年 - Sylvanus Albert Reed
- 1926年 - Edward Hoffman
- 1927年 - Charles Lawrance
- 1928年 - アメリカ合衆国商務省
- 1929年 - アメリカ航空諮問委員会
- 1930年 - ハロルド・フレデリック・ピトケアン
- 1931年 - パッカード
- 1932年 - グレン・L・マーティン
- 1933年 - Hamilton Standard Propeller Company 、- Frank Walker Caldwell
- 1934年 - Albert Francis Hegenberger
- 1935年 - ドナルド・ウィルズ・ダグラス・シニア
- 1936年 - パンアメリカン航空
- 1937年 - アメリカ陸軍航空隊
- 1938年 - Howard Hughes
- 1939年 - ハワード・ヒューズ
- 1940年 - Sanford Alexander Moss、アメリカ陸軍航空隊
- 1941年 - アメリカ陸軍航空軍、Airlines der USA
- 1942年 - ヘンリー・アーノルド
- 1943年 - Luis de Florez
- 1944年 - カール・スパーツ
- 1945年 - ルイス・ウォルター・アルヴァレズ
- 1946年 - Lewis A. Rodert
- 1947年 - John Stack、 ローレンス・ベル、チャック・イェーガー
- 1948年 - Radio Technical Commission for Aeronautics
- 1949年 - William P. Lear
- 1950年 - Helicopter Industry、アメリカ国防総省、アメリカ沿岸警備隊
- 1951年 - John Stack
- 1952年 - Leonard S. Hobbs
- 1953年 - James Howard Kindelberger,年 - Edward H. Heinemann
- 1954年 - Richard T. Whitcomb
- 1955年 - William M. Allen, General、ネーサン・ファラガット・トワイニング
- 1956年 - Charles J. McCarth、James S. Russell
- 1957年 - Edward P. Curtis
- 1958年 - クラレンス・ケリー・ジョンソン、Gerhard Neumann、Neil Burgess Jr.
- 1959年 - アメリカ空軍、ジェネラル・ダイナミクス、Space Technology Laboratories
- 1960年 - William Raborn
- 1961年 - Robert M. White,、ジョセフ・ウォーカー、アルバート・スコット・クロスフィールド、Forrest S. Petersen
- 1962年 - スコット・カーペンター、ゴードン・クーパー、ジョン・ハーシェル・グレン、ガス・グリソム、ウォルター・シラー、アラン・シェパード、ドナルド・スレイトン
- 1963年 -クラレンス・ケリー・ジョンソン
- 1964年 - カーチス・ルメイ
- 1965年 - ジェイムズ・エドウィン・ウェッブ、ヒュー・ドライデン
- 1966年 - James Smith McDonnell
- 1967年 - Lawrence A. Hyland
- 1968年 - フランク・ボーマン、ジム・ラヴェル、ウィリアム・アンダース
- 1969年 - ニール・アームストロング、バズ・オルドリン、マイケル・コリンズ
- 1970年 - ボーイング
- 1971年 - デイヴィッド・スコット、ジェームズ・アーウィン、アルフレッド・ウォーデン
- 1972年 - 第7空軍 (アメリカ軍)、第8空軍 (アメリカ軍)、アメリカ海軍Task Force 77
- 1973年 - スカイラブ計画
- 1974年 - John F. Clark、Daniel J. Fink
- 1975年 - David S. Lewis
- 1976年 - アメリカ空軍、ロックウェル・インターナショナル
- 1977年 - Robert J. Dixon
- 1978年 - サム・B・ウィリアムズ
- 1979年 - ポール・マクレディ
- 1980年 - Edward C. Stone
- 1981年 - アメリカ航空宇宙局、ロックウェル・インターナショナル、マーティン・マリエッタ、Thiokol
- 1982年 - ソーントン・ウィルソン、ボーイング
- 1983年 - アメリカ陸軍、ヒューズ・ヘリコプターズ
- 1984年 - ブルース・マッカンドレス2世、Charles E. Whitsett
- 1985年 - Russell W. Meyer、セスナ
- 1986年 - Dick Rutan、Jeana Yeager、バート・ルータン
- 1987年 - グレン研究センター
- 1988年 - リチャード・トゥルーリー
- 1989年 - Ben Rich、アメリカ空軍
- 1990年 - ベル・ヘリコプター、ボーイング・バートル
- 1991年 - ノースロップ・グラマン
- 1992年 - アメリカ海軍調査研究所、アメリカ空軍、 Aerospace Corporation、ロックウェル・インターナショナル、IBM
- 1993年 - ハッブル宇宙望遠鏡計画
- 1994年 - マクドネル・ダグラス、アメリカ空軍、アメリカ陸軍
- 1995年 - Boeing Commercial Airplanes
- 1996年 - セスナ
- 1997年 - ガルフストリーム・エアロスペース
- 1998年 - ロッキード・マーティン、GE・アビエーション、アメリカ航空宇宙局、航空戦闘軍団、アメリカ国防情報局
- 1999年 - ボーイング、GE・アビエーション、ノースロップ・グラマン、RTXコーポレーション、アメリカ海軍
- 2000年 - ノースロップ・グラマン、ロールス・ロイス、レイセオン、L-3 コミュニケーションズ、アメリカ空軍、国防高等研究計画局
- 2001年 - プラット・アンド・ホイットニー、ロッキード・マーティン、ロールス・ロイス、BAEシステムズ、ノースロップ・グラマン、統合打撃戦闘機計画
- 2002年 - シコルスキー S-92計画
- 2003年 - ガルフストリーム G550計画
- 2004年 - バート・ルータン、ポール・アレン、Doug Shane、Mike Melvill、Brian Binnie、スペースシップワン
- 2005年 - エクリプス・アビエーション
- 2006年 - アメリカ空軍、ロッキード・マーティン、BAEシステムズ、ボーイング、ノースロップ・グラマン、レイセオン、プラット・アンド・ホイットニー
- 2007年 - ロッキード・マーティン、アメリカ航空宇宙局、Mitre Corporation、ユナイテッド・パーセル・サービス、L3ハリス・テクノロジーズ
- 2008年 - Commercial Aviation Safety Team
- 2009年 - 国際宇宙ステーション計画
- 2010年 - シコルスキー・エアクラフト
- 2011年 - ボーイング
- 2012年 - マーズ・サイエンス・ラボラトリー
- 2013年 - ノースロップ・グラマン、アメリカ海軍
- 2014年 - ガルフストリーム・エアロスペース
- 2015年 - ドーン計画
- 2016年 - ブルーオリジン
- 2017年 - シーラス・エアクラフト
- 2018年 - Automatic Ground Collision Avoidance System計画
- 2019年 - X-37計画
- 2020年 - ガーミン
- 2021年 - インジェニュイティ計画
- 2022年 - ジェイムズ・ウェッブ宇宙望遠鏡
- 2023年 - アメリカ航空宇宙局、オサイリス・レックス計画
- 2024年 - パーカー・ソーラー・プローブ